# Baarah
Baarah (Dhivehi ބާރަށް) ist eine bewohnte Insel des Atolls Thiladhunmathi-Miladummadulhu im Norden des Inselstaats Malediven. Sie wird vom Atoll Haa Alif aus verwaltet.
Die Bevölkerung betrug zum Zensus 2006 noch 1203 auf einer Fläche von 248,8 Hektar.

## Weblink
- Bilder und Daten